# حرمسرا (فیلم ۱۹۸۵)
حرمسرا (به انگلیسی: Harem) فیلمی محصول سال ۱۹۸۵ و به کارگردانی آرتور جوفه است. در این فیلم بازیگرانی همچون ناستاسیا کینسکی، بن کینگزلی، زهره سگال، دنیس گلدسون و مایکل رابین ایفای نقش کرده‌اند.